# Miloš Navrátil (tiskař)
Miloš Navrátil (14. ledna 1900 Brno – 28. září 1962 Ivančice) byl český grafik, malíř, básník, spisovatel a tiskař.

## Život

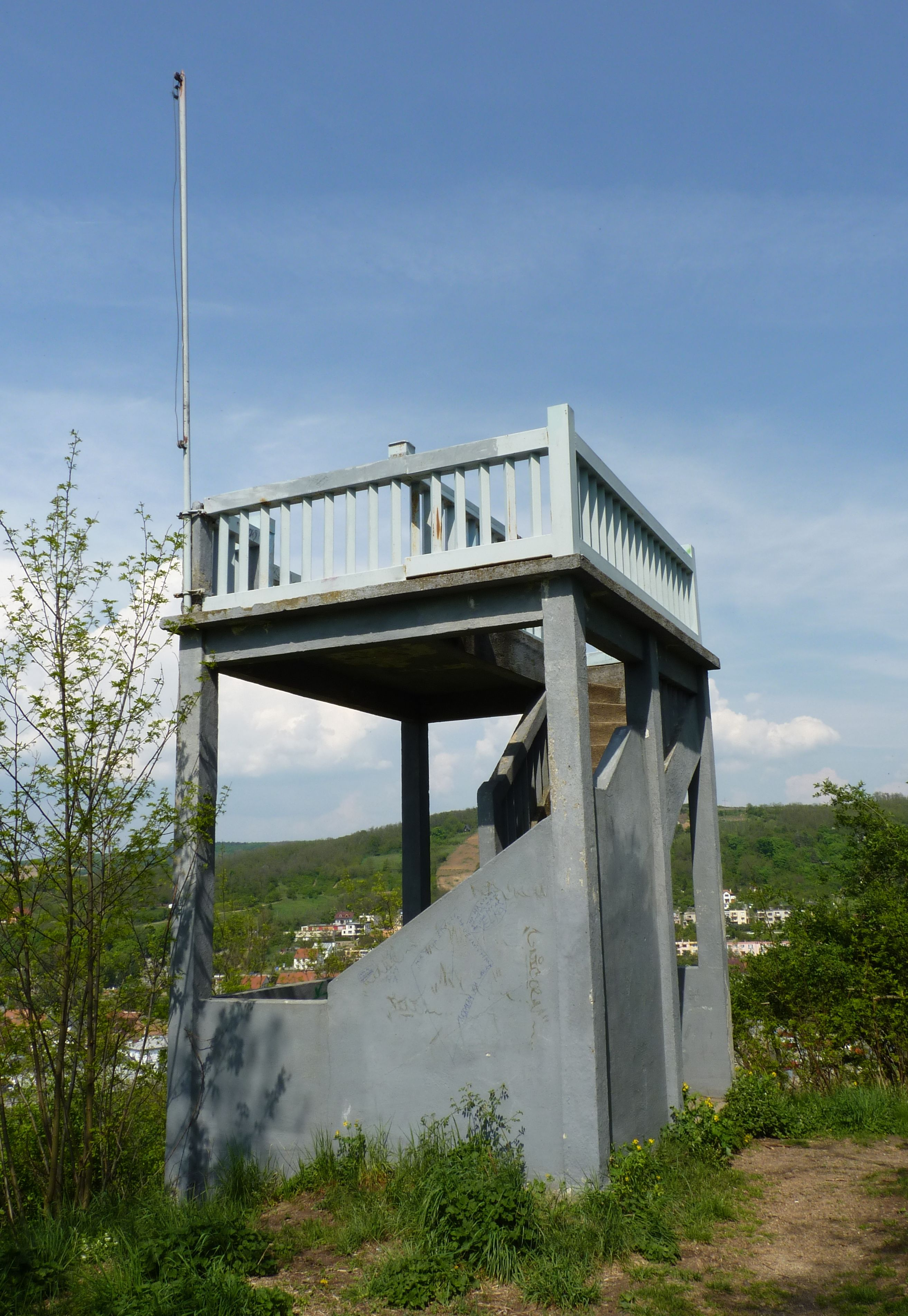
Rozhledna Alfonse Muchy postavená dle návrhu Miloše Navrátila

Narodil se do rodiny ivančického tiskaře Ferdinanda Navrátila. Po ukončení studia na brněnské reálce postupně převzal otcovu tiskárnu. V letech 1928-1929 vydával a tiskl Ivančický zpravodaj a pro Muzejní spolek tiskl Ročenky. V roce 1937 napsal a vytiskl publikaci Padesát let Sokola Ivančice s kresbou Alfonse Muchy.
Věnoval se také tvorbě ex libris, novoročenek, pohlednic a grafických listů s vlastními dřevoryty a malbami. Hlavním tématem jeho prací byly ivančické motivy. Psal hry pro loutkové divadlo. Podle jeho návrhů byly postaveny dvě rozhledny – Na Oklikách a Alfonse Muchy. Byl duší ivančického okrašlovacího spolku, Společně s Karlem Kořánem vybudoval soustavu jezírek v parku Réna, osázel stráně kolem parku méně známými druhy skalniček, okrasných květin, keřů a stromů. Působil aktivně v místním ochotnickém souboru, byl také ke konci života správcem Městského muzea Ivančice.
Poté, co byla v 50. letech Navrátilova tiskárna zrušena, pracoval až do důchodu na oddělení propagace v Trhárnách.

## Dílo
Navrátilovu báseň Ráno v tiskárně zhudebnil hudební skladatel Vojtěch Bořivoj Aim pod názvem Synům Melantricha. Představil ji v roce 1940 na koncertě Typografie ve Smetanově síni Obecního domu města Prahy.